# Carmen Monegal
Carmen Monegal Belhot  (Montevidéu, 16 de novembro de 1943 - Jaraguá do Sul, 2 de agosto de 2024) foi uma atriz, pesquisadora, documentarista e escritora uruguaio-brasileira. Em 1987 deixou a carreira ao se mudar para os Estados Unidos.

## Carreira
Participou, como atriz, em telenovelas da TV Tupi, TV Globo, TVS/Record, TV Bandeirantes, TV Cultura e TV Manchete. No cinema, participou de Beto Rockfeller (1970), O Cortiço (1978) e O Jeca e seu filho preto (1978, com Mazzaropi). No teatro, atuou em Os Órfãos de Jânio, de Millôr Fernandes, Além da Vida, de Augusto César Vanucci, e The Pilgrim Gospel Theatre.
Como escritora teve publicados os livros O Beija-flor Amarelo, História Natural  e Duração Ordinária da Vida. Nos anos 1970 produziu filmes de curta-metragem com seu então marido, Carlos Alberto Riccelli.. 
Em 2008, foi publicada uma notícia falsa que a atriz havia falecido. Porém, em 2 de agosto de 2024 ela veio a falecer aos 80 anos, vítima de insuficiência renal e cardíaca, na cidade de Jaraguá do Sul, aonde vivia.

## Filmografia

### Televisão
| Ano  | Título              | Personagem      | Emissora          |
| ---- | ------------------- | --------------- | ----------------- |
| 1968 | Antônio Maria       | Marina          | Rede Tupi         |
| 1969 | João Juca Jr.       | Regina          | Rede Tupi         |
| 1969 | Super Plá           | —               | Rede Tupi         |
| 1970 | Simplesmente Maria  | Mirtes (jovem)  | Rede Tupi         |
| 1972 | Vitória Bonelli     | Carla           | Rede Tupi         |
| 1974 | Supermanoela        | Sílvia          | TV Globo          |
| 1975 | O Grito             | Cleide          | TV Globo          |
| 1975 | A Moreninha         | Quininha        | TV Globo          |
| 1977 | O Espantalho        | Zilá            | Record            |
| 1977 | Éramos Seis         | Adelaide        | Rede Tupi         |
| 1978 | A Sucessora         | Vanice          | TV Globo          |
| 1980 | Cavalo Amarelo      | Belinha         | Rede Bandeirantes |
| 1980 | Floradas na Serra   | Lucília         | TV Cultura        |
| 1981 | O Resto É Silêncio  | Joana           | TV Cultura        |
| 1982 | Elas por Elas       | Amiga de Márcia | TV Globo          |
| 1983 | Voltei pra Você     | Dra. Walkíria   | TV Globo          |
| 1984 | Meu Destino é Pecar | Aurélia         | TV Globo          |
| 1987 | Helena              | Carmem Cortez   | Rede Manchete     |

### Cinema
| Ano  | Título                 | Personagem |
| ---- | ---------------------- | ---------- |
| 1978 | O Cortiço              | Isaura     |
| 1978 | Jeca e Seu Filho Preto | Laura      |
| 1970 | Beto Rockfeller        | —          |